# Якупов, Назым Мухаметзянович
Назы́м Мухаметзя́нович Яку́пов (1928, Карача-Елга — 2009, Одесса) — советский историк в области обществознания, писатель, педагог и общественный деятель. Заслуженный деятель науки Украинской ССР (1987). Доктор исторических наук (1970). Профессор (1972). Герой Советского Союза (1956).
В 1948—1957 годах находился на военной службе. В 1951 году окончил Львовское военно-политическое училище, став кадровым офицером Советской армии. Участник подавления вооружённого восстания в Венгрии.
Заместитель по политической части командира 1-го танкового батальона 71-го танкового полка 33-й гвардейской механизированной дивизии Отдельной механизированной армии старший лейтенант Н. М. Якупов, пренебрегая смертельной опасностью, 5 ноября 1956 года под шквальным огнём противника преодолел открытое пространство и связкой гранат уничтожил замаскированное артиллерийское орудие, мешавшее продвижению к штабу мятежников.
Указом Президиума Верховного Совета СССР от 18 декабря 1956 года старшему лейтенанту Якупову Назыму Мухаметзяновичу присвоено звание Героя Советского Союза.
В августе 1957 года капитан Н. М. Якупов уволен в запас по болезни. Подполковник запаса (1980). С 1988 года в отставке.
В 1961 году окончил Одесский государственный университет. Более 47 лет преподавал в ОГУ и его подразделениях. Автор более чем 250 научных работ и 20 книг.
Почётный гражданин села Кушнаренково (1981).

## Биография

### Детство и юность
Назым Якупов родился 7 июля 1928 года в селе Карача-Елга Московской волости Бирского кантона Башкирской АССР (ныне село Кушнаренковского района Республики Башкортостан) в крестьянской семье. Татарин.
Окончил 7 классов Карача-Елгинской неполной средней школы в мае 1942 года. Трудовую деятельность начал в июле того же года конюхом в колхозе «Кумяк» Кушнаренковского района.
В октябре 1944 года поступил на четырёхмесячные курсы счетоводов при Уфимском учебном комбинате. После их окончания остался в Уфе. С февраля 1945 года работал техником-снабженцем на телефонном заводе № 628. В апреле 1945 года вступил в комсомол.
Пытаясь попасть на фронт, некоторое время посещал занятия в аэроклубе, прыгал с парашютом. Поступал в военно-морское училище, но безуспешно. В сентябре 1945 года переехал в Черниковск и устроился экспедитором в отдел рабочего снабжения моторостроительного завода № 26. В июле 1947 года был избран секретарём первичной комсомольской организации заводского ОРСа. В августе 1948 года был принят в ВКП(б).
В сентябре 1948 года поступил в 8 класс Черниковской вечерней школы рабочей молодёжи № 5, но окончить его не успел в связи с призывом на военную службу.

### Служба в армии

Курсант Львовского военно-политического училища Назым Якупов. Около 1950 года

30 ноября 1948 года Н. М. Якупов Черниковским городским военкоматом Башкирской АССР был призван в ряды Советской армии. Воинскую службу начал рядовым стрелком в Южно-Уральском военном округе (в/ч 82200). Пройдя курс молодого бойца, в январе 1949 года направлен для прохождения воинской службы в 7-й танковый корпус Группы советских оккупационных войск в Германии. Сначала служил рядовым в 55-м гвардейском танковом полку, в конце февраля 1949 года направлен на учёбу в танковую школу. Отличник боевой и политической подготовки курсант 41-го учебного танкового батальона Якупов в марте того же года был избран секретарём комсомольской организации 3-й учебной роты. Имел ряд благодарностей за отличную учёбу и образцовое поддержание внутреннего порядка в роте.
Командование заметило склонность Якупова к политико-воспитательной работе и в августе 1949 года рекомендовало его для поступления в военно-политическое училище. В сентябре того же года Якупов стал курсантом 6-й роты Львовского ВПУ. Во время пребывания во Львове он начинает активно применять в учебном процессе научный подход. Он не ограничивается только учебниками, но и читает не предусмотренную программой политическую, военную и художественную литературу, конспектирует и анализирует прочитанное. Более глубокие знания позволяют ему участвовать в теоретических конференциях на равных с опытными политработниками, выступать с докладами перед коммунистами.
19 сентября 1951 года Н. М. Якупов окончил Львовское военно-политическое училище по 3 разряду и 16 ноября в звании лейтенанта заступил на должность заместителя по политической части командира 3-й танковой роты 193-го отдельного танкового батальона 105-го гвардейского механизированного полка 33-й гвардейской механизированной дивизии Отдельной механизированной армии, расквартированной в Румынии.
За два с половиной года службы в полку замполит Якупов не только достиг хороших результатов в политико-воспитательной работе среди личного состава, но и освоил смежные воинские специальности механика-водителя и командира башни, овладев техникой вождения тяжёлых и средних танков и стрельбой из танкового вооружения. В феврале 1954 года ему присвоено очередное воинское звание «старший лейтенант». В июне того же года Якупов переведён в 20-й отдельный учебный танковый батальон 33-й гвардейской механизированной дивизии на должность замполита 2-й учебной роты по подготовке механиков-водителей средних и тяжёлых танков и самоходно-артиллерийских установок. За успехи по службе политотдел дивизии рекомендовал старшего лейтенанта Якупова на должность замполита танкового батальона, и в октябре 1955 года он был назначен заместителем по политической части командира 1-го танкового батальона 71-го танкового полка.
Служба в новой должности началась для Якупова не совсем удачно. Хотя в аттестационной характеристике от 27 сентября 1956 года отмечалось, что старший лейтенант Якупов «показал себя дисциплинированным, исполнительным, требовательным к себе и подчинённым» состояние боевой и политической подготовки в подразделении было оценено как удовлетворительное. Из недостатков в работе отмечены недостаточное внимание популяризации и росту числа отличников боевой и политической подготовки и развитию художественной самодеятельности в ротах. Понимая, что ему не хватает опыта работы в новой должности, Якупов занялся самообразованием и изучением передового опыта политико-воспитательной работы, а также поступил в 9 класс вечерней школы, который успешно окончил в 1956 году. Всё это принесло положительный результат. По итогам осенней проверки боеготовности в 1956 году уровень боевой и политической подготовки в батальоне был оценён на «хорошо». Командование планировало направить Якупова на курсы переподготовки политсостава, но это решение пришлось отложить из-за переброски дивизии в Венгрию.

### Подвиг

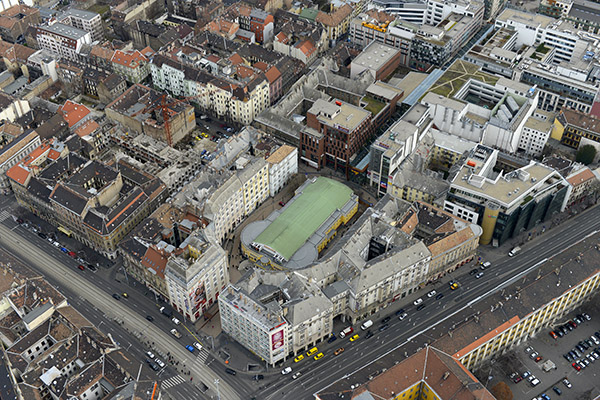
Будапешт. Кинотеатр «Корвин». Современный вид

23 октября 1956 года в Будапеште началось вооружённое восстание против просоветского коммунистического режима. В ночь на 24 октября по просьбе правительства Венгерской народной республики с целью наведения порядка в Будапешт были введены части Особого корпуса. Одновременно из Румынии началась переброска 33-й гвардейской механизированной дивизии, которая подошла к городу утром 25 октября. Благодаря авторитету и влиянию нового главы правительства Венгрии Имре Надя кровопролитие на тот момент удалось остановить, и 30 октября начался отвод советских войск из Будапешта. Однако дальнейшие заявления Надя и действия повстанцев побудили советское руководство к силовому подавлению восстания. Операция под кодовым названием «Вихрь» началась ранним утром 4 ноября.
Перед 33-й гвардейской механизированной дивизией была поставлена задача: прорваться в центр Будапешта, и разгромив группировку мятежников в районе Ференцварош, захватить штаб восставших в кинотеатре «Корвин», расположенном на третьем этаже одноимённого пассажа. Поначалу части дивизии не встречали сопротивления. Без боя был взят склад артиллерийского вооружения в Пештсентлеринце. Затем, пройдя стремительным маршем по улицам Уллой и Шорокшари и сметая баррикады на своём пути, гвардейцы Обатурова овладели тремя мостами через Дунай. При этом головной отряд 71-го танкового полка под командованием Якупова разоружил венгерский стрелковый полк, перешедший на сторону восставших. Однако взять сходу штаб повстанцев не удалось.
Пассаж «Корвин» (Corvin köz) был хорошо подготовлен к обороне и казался неприступным. Его круглое трёхэтажное здание с внушительным подвалом находилось на небольшой площади внутри кольца многоэтажных домов, занятых повстанцами. Гарнизон этого укрепрайона составлял около 2000 человек, из которых 359 находились непосредственно в пассаже, остальные были рассредоточены по соседним зданиям. На противоположной стороне улицы Уллой подступы к пассажу прикрывали казармы Килиана, где закрепился восставший батальон военных строителей численностью до 250 человек. На вооружении мятежники имели две батареи 85-мм орудий, пару танков и зенитно-пулемётные установки. Повстанцы надёжно блокировали перекрёсток улицы Уллой и бульвара Ленина, а многочисленные прилегающие улочки были слишком узкими для манёвра танков и САУ. Командовал обороной укрепрайона Гергей Понгратц.
Удачное расположение и грамотно организованная оборона позволили повстанцам отразить первые атаки советских войск. Лишь после многочасового ожесточённого боя советским подразделениям удалось разгромить несколько очагов сопротивления на подступах к штабу. Особенно отличилась 3-я рота 108-го гвардейского парашютно-десантного полка под командованием гвардии капитана Н. И. Харламова. Десантники очистили от восставших несколько прилегающих к пассажу «Корвин» зданий, а к утру 5 ноября захватили казармы Килиана, разоружив и взяв в плен более 180 мятежников. Это позволило приступить непосредственно к штурму штаба оппозиционеров. Для этого было создано несколько штурмовых групп, одну из которых возглавил старший лейтенант Якупов.

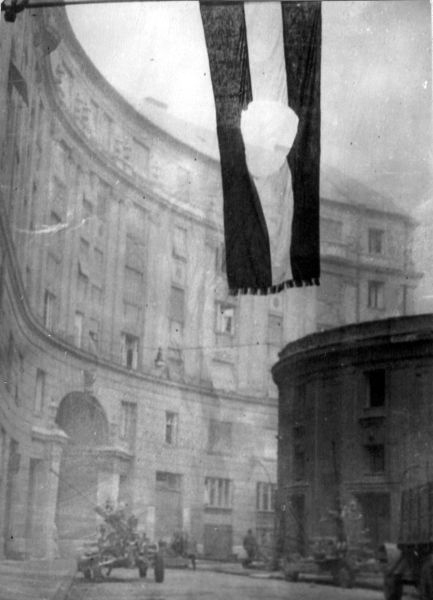
Будапешт. 1956 год. На фото видна часть пассажа «Корвин» и арка, через которую осуществляла прорыв штурмовая группа Н. М. Якупова

В 15.00 после двухчасовой артиллерийской подготовки началась операция по захвату штаба восставших. Группе Якупова было приказано под прикрытием тяжёлого танка ИС-3 прорваться через арку многоэтажного дома к пассажу, и закрепившись на первом этаже здания, обеспечить продвижение других штурмовых групп. Однако противник ожидал такого развития событий. Едва боевая машина въехала под арку, по ней открыло огонь замаскированное орудие мятежников. Танк был подбит и заблокировал проезд. Вражеская пушка продолжала методично обстреливать арку, не позволяя укрывшейся за подбитым танком штурмовой группе продвинуться вперёд. Подавить её ручными гранатами не удалось — орудие было надёжно защищено баррикадой из мешков с песком. Чтобы не рисковать жизнями срочников, старший лейтенант Якупов решил уничтожить вражескую пушку сам. Связав несколько гранат вместе, он определил временной интервал, требовавшийся врагу на перезарядку орудия, и оценил свои возможности: 8 — 10 секунд вполне достаточно, чтобы преодолеть дистанцию в 30 метров. Едва прогремел очередной выстрел, Якупов выскочил из укрытия и побежал к орудию. Рывок советского офицера явился полной неожиданностью для противника. Он слишком поздно открыл ружейно-пулемётный огонь. Пули зацокали по булыжной мостовой где-то позади Якупова. Лишь одна попала в левую руку, но это не остановило замполита. Приблизившись почти вплотную к позиции врага, он метнул связку гранат через баррикаду, но в этот момент пушка снова выстрелила. Снаряд пролетел в нескольких сантиметрах от его головы. Горячей струёй пороховых газов обожгло лицо. Якупов был тяжело контужен и потерял сознание. Однако пушка была уничтожена, что открыло путь штурмовым группам.
Указом Президиума Верховного Совета СССР от 18 декабря 1956 года за образцовое выполнение заданий Правительства СССР и проявленные при этом мужество и геройство старшему лейтенанту Якупову Назыму Мухаметзяновичу было присвоено звание Героя Советского Союза.
Бой за пассаж «Корвин» продолжался ещё несколько дней. Последние его защитники, засевшие в подвале здания, сдались 9 ноября. Гергей Понгратц в разгар штурма бежал с сотней бойцов, бросив остатки своего гарнизона.

### Окончание службы
Назым Яупов пришёл в сознание в госпитале только через две недели. В результате тяжелой контузии он ослеп и почти оглох. Левая половина лица была парализована. Тогда он ещё не знал, что приказом командующего Отдельной механизированной армией от 2 ноября 1956 года он был освобождён от должности замполита танкового батальона и командирован в распоряжение политуправления Прикарпатского военного округа. Довести приказ до него не успели.
До апреля 1957 года капитан Якупов лечился в госпиталях и Ялтинском санатории. Зрение на правом глазу полностью вернулось, частично восстановился слух. 5 апреля 1957 года он был откомандирован в Ростов-на-Дону в распоряжение политуправления Северо-Кавказского военного округа. Однако состояние его здоровья снова ухудшилось. 12 июля окружная врачебно-медицинская комиссия признала его негодным к военной службе и предоставила отпуск по болезни на 30 дней. Из отпуска, проведённого в Черниковске, Назым вернулся в начале августа с молодой женой. 6 августа 1957 года приказом командующего Сухопутными войсками он был уволен в запас по болезни. Местом жительства ему была определена Одесса, где по тем временам находилась одна из лучших в Советском Союзе глазных клиник.

### На научной и педагогической работе
В августе 1957 года Якупов прошёл лечение в Украинском научно-исследовательском экспериментальном институте глазных болезней и тканевой терапии имени академика В. П. Филатова. Травмированный левый глаз начал различать свет, удалось остановить падение слуха. В сентябре того же года он поступил на исторический факультет Одесского государственного университета имени И. И. Мечникова. Был отличником учёбы. Активно занимался научной работой, которая получила высокую оценку: в 1961 году он был награждён грамотой ректора ОГУ, а в 1962 году — грамотой Министерства высшего и среднего специального образования Украинской ССР. С 1957 по 1962 год избирался членом парткома университета и кандидатом в члены пленумов Водно-Транспортного и Центрального райкомов Коммунистической партии Украины города Одессы.
В 1962 году Якупов с отличием окончил Одесский государственный университет и был зачислен в аспирантуру, которую окончил в 1965 году. С декабря 1964 года стал преподавателем кафедры истории КПСС. В 1965 году защитил кандидатскую диссертацию на тему «Борьба большевиков за солдатские массы Одесского военного округа в период подготовки и проведения Великой Октябрьской социалистической революции». С этого времени он активно начинает публиковать свои научные работы, выступает с докладами и лекциями перед трудовыми коллективами города и области, принимает участие в республиканских и всесоюзных конференциях историков. Партийная организация ОГУ избирает его заместителем секретаря парткома университета. В сентябре 1966 года он получил звание доцента и был назначен заместителем заведующего кафедрой истории КПСС.
В 1970 году Н. М. Якупов защитил докторскую диссертацию на тему «Борьба партии большевиков за завоевание войск прифронтовых военных округов в период подготовки и проведения Великой Октябрьской социалистической революции». 11 сентября 1970 года решением Высшей аттестационной комиссии Министерства высшего и среднего специального образования СССР ему было присвоено звание доктора исторических наук. 12 апреля 1972 года он был утверждён в учёном звании профессора, а в сентябре того же года назначен заведующим кафедрой истории КПСС.
В 1984 году за организацию и координирование учебно-методической, научной и воспитательной работы в вузах региона, за подготовку и проведение общегородских и региональных семинаров преподавателей истории КПСС награждён бронзовой медалью ВДНХ.
В 1989 году кафедра истории КПСС была упразднена, и Якупов был назначен заведующим кафедрой политической истории. С 1991 по 1992 год заведовал кафедрой общественных движений и политических партий. В 1992 году в Одесском государственном университете была организована новая кафедра экономики, социологии и политики, и Якупов стал её профессором. Когда в 1994 году кафедра была выделена в Институт социальных наук в структуре ОГУ, он продолжил работу в этом институте в должности профессора кафедры истории и мировой политики, которую занимал до последних дней своей жизни.
Жил в Одессе по адресу: улица Кирова, д. 51/53 (ныне улица Базарная). Умер 20 февраля 2009 года на 81 году жизни. Похоронен на Ново-Городском (Таировском) кладбище Одессы.

### Основные направления научной деятельности
Основными направлениями научной деятельности Н. М. Якупова были: отечественная история, история Первой мировой, Гражданской и Великой Отечественной войн, борьба за мир, репрессии 1930-х годов, социальная справедливость.
Как член научно-технического совета по истории Министерства высшего и среднего специального образования СССР и Украинской ССР принимал участие в подготовке многих международных, всесоюзных и республиканских симпозиумов и конференций и сам выступал на них с докладами. Являлся членом редколлегии сборника «Научные труды по истории».
Опубликовал более 250 научных работ, в том числе более 20 книг.

### Педагогическая деятельность
Н. М. Якупов разработал и вёл следующие курсы: «Борьба партии большевиков за завоевание армии на сторону пролетариата в социалистической революции», «Исторический опыт Коммунистической партии по созданию политической армии трёх революций в России», «Политическая история XX века», «Теория и история социальных движений», «Социальная справедливость (концепции, опыт и уроки)», «Тоталитарные режимы XX века».
В своей педагогической деятельности много внимания уделял руководству научно-исследовательской деятельностью аспирантов и работе научных кружков по общественным наукам. Являлся председателем специализированного учёного совета по защите докторских и кандидатских диссертаций. Под его научным руководством были подготовлены более 60 кандидатов наук. Являясь председателем межобластного научно-методического совета преподавателей общественных наук, проводил большую работу по обобщению и внедрению передового опыта обучения и воспитания студентов.

### Общественная деятельность
Якупов являлся активным общественным деятелем. На протяжении многих лет он избирался в члены Центрального районного комитета Коммунистической партии Украинской ССР и был заведующим его внештатным отделом по военно-патриотическому воспитанию молодёжи. За деятельность в этом направлении в 1971 году был награждён «Почётным знаком Советского комитета ветеранов войны». Также Якупов был многолетним председателем научно-методического совета по пропаганде внешней политики СССР и международных отношений общества «Знание», а во второй половине 1970-х годов стал заместителем председателя его областной организации. В 1986 году коммунисты Одессы избрали его делегатом на XXVII съезд КПСС. С 1994 года являлся постоянным членом редакционной коллегии 11-томного издания «Книги памяти Украины» по Одесской области.

Герой Советского Союза Назым Якупов с супругой Фаниёй. Около 1957 года

### Семья
Отец Якупов Мухаметзян Гиндулинович (1901—1943). Из семьи крестьян-бедняков. Участник Гражданской войны в рядах Рабоче-крестьянской Красной армии. С 1932 колхозник колхоза «Кумяк». Перед войной работал заведующим фермой. Вновь в ряды РККА призван в феврале 1942 года. Погиб на фронте в 1943 году.
Мать Рахимова Сабира Рахимовна (1901-?) — колхозница колхоза «Кумяк». После войны проживала в селе Сколково Кинельского района.
Сестра Ахметзянова (Якупова) Лифа Мухаметзяновна (10.08.1932 — 25.01.2001) — советский и украинский учёный-педагог. Окончила Кушнаренковское педагогическое училище и Московский государственный педагогический институт имени В. И. Ленина. Преподавала в Уральском педагогическом училище и Уральском педагогическом институте имени А. С. Пушкина (Казахская ССР). С 1989 года преподаватель Южноукраинского педагогического института (город Одесса). Автор около 100 научных работ.
Супруга Якупова Фания Фатыховна (03.12.1933 — 20.01.2008).
Дети: дочь Галина (1960-?), сын Марат (род. 02.02.1968).

## Воинские звания
Назым Якупов находился на военной службе с 1948 по 1956 год. С 1951 года ― кадровый офицер Советской армии. С 6 августа 1956 года в запасе, с 30 декабря 1988 года ― в отставке. За время службы ему присваивались следующие воинские звания:
- Лейтенант (19.09.1951).
- Старший лейтенант (19.02.1954).
- Капитан (21.02.1957).
- Майор (07.08.1974).
- Подполковник (24.04.1980).

## Награды и звания
- Герой Советского Союза (18.12.1956)[2]:
  - медаль «Золотая Звезда» № 10809[1];
  - орден Ленина № 323835[1];
- орден Богдана Хмельницкого (Украина, 30.04.1995)[1];
- медали, в том числе:
  - медаль «Ветеран труда»[34];
  - медаль «50 лет Вооружённых Сил СССР» (26.12.1967);
  - медаль «60 лет Вооружённых Сил СССР» (28.01.1978);
  - медаль «70 лет Вооружённых Сил СССР» (28.01.1988);
- бронзовая медаль ВДНХ (02.08.1984)[33];
- Заслуженный деятель науки Украинской ССР (29.12.1987)[1];
- Почётная грамота Верховного Совета Украинской ССР[34].
- Почётный гражданин села Кушнаренково (1981)[1].

## Память
- Бюст Героя Советского Союза Назыма Якупова установлен в городе Львове на территории Академии сухопутных войск имени гетмана Петра Сагайдачного (ул. Героев Майдана, 32)[1].
- В декабре 1975 года одна из улиц села Кушнаренково была переименована в улицу Якупова[40].
- 10 декабря 2011 года на фасаде главного корпуса Одесского национального университета (Дворянская улица, 2) была открыта мемориальная доска с текстом на русском языке: «В Одесском университете в 1957 ― 2009 гг. учился и работал Герой Советского Союза, Заслуженный деятель науки Украины, доктор исторических наук, профессор Назым Мухаметзянович Якупов»[41].
- 8 мая 2019 года мемориальная доска Якупову была открыта на здании Карача-Елгинской средней школы, где учился Герой (улица Свободы, 21а)[1].

## Сочинения
Книги:
- Якупов Н. М. Большевики во главе революционных солдатских масс. 1917 ― январь 1918. — Киев: Издательство Киевского университета, 1967. — 247 с.
- Якупов Н. М. Партия большевиков в борьбе за армию в период двоевластия. — Киев: Издательство Киевского университета, 1972. — 215 с.
- Якупов Н. М. Борьба за армию в 1917 году: (Деятельность большевиков в прифронтовых округах). — М.: Мысль, 1975. — 294 с.
- Якупов Н. М. Великий Октябрь и борьба за мир. — Киев: Общество «Знание» УССР, 1977. — С. 32.
- Якупов Н. М. КПСС во главе научно-технического прогресса: Тезисы доклада и сообщений на республиканской научной конференции 24―26 октября 1978 г. в г. Одессе. — Одесса: Одесский государственный университет имени И. И. Мечникова, 1978. — 242 с.
- Якупов Н. М. Весну принесли на знамёнах: (О 3-м Украинском фронте). — Одесса: Маяк, 1980. — 263 с.
- Якупов Н. М. Революция и мир: (Солдатские массы против империалистической войны, 1917 ― март 1918 гг.). — М.: Мысль, 1980. — 244 с.
- Якупов Н. М. Весну принесли на знамёнах: (О 3-м Украинском фронте). — 2-е изд, перераб. и доп.. — Одесса: Маяк, 1984. — 271 с.
- Якупов Н. М. Коммунистическая партия в борьбе за осуществление ленинской программы мира. — М.: Высшая школа, 1986. — 158 с.
- Якупов Н. М. Стратегия партии в условиях совершенствования социализма. — Киев; Одесса: Вища школа, 1986. — 237 с.
- Якупов Н. М. Ленинская стратегия мира. — Киев: Общество «Знание» УССР, 1986. — 30 с.
- Якупов Н. М. Первый Верховный главнокомандующий: (О Н. В. Крыленко). — Киев: Общество «Знание» УССР, 1989. — 31 с.
- Якупов Н. М. Трагедия полководцев: (Репрессии 30―50-х гг. в СССР). — М.: Мысль, 1992. — 349 с. — ISBN 5-244-00525-1.
- Якупов Н. М. Спасшие Отчизну. — Одесса: ОКФА, 1995. — 229 с.
- Якупов Н. М. Куда мы шли? Кто нами правил?. — Одесса: Негоциант, 1997.
- Якупов Н. М. Куда мы шли?: социальная справедливость: концепции, опыты и уроки. — Киев: Зірка, 1998. — 137 с.
- Якупов Н. М. Почему распалась держава? Социальная справедливость: концепции, опыты и уроки. Вожди истинные и мнимые. — Одесса: Астропринт, 1999. — 210 с. — ISBN 966-549-234-9.
- Якупов Н. М. Трагедия народов. — Одесса: Астропринт, 2001. — 344 с.
- Якупов Н. М. На переломе: уроки и поиски переходного периода. — Одесса: Одесская городская типография, 2003. — 372 с.
- Якупов Н. М., Щетников В. П. Подвиг Одессы: 60-летию освобождения Одессы от захватчиков посвящается. — Одесса: Одесская городская типография, 2004. — 231 с.
- Якупов Н. М. Великая Отечественная. Крах нацизма. — Одесса: Екологія, 2005. — 412 с.
- Якупов Н. М. Контрреволюционный мятеж в 1956 г. в Венгрии: воспоминания и размышления о событиях в Венгрии в 1956 году. — Одесса: Одесская городская типография, 2007. — 74 с.
- Якупов Н. М. На южном фланге фронта. Военно-исторические очерки. — Одесса: Друк, 1997. — Т. I. — С. 82.
- Якупов Н. М. На южном фланге фронта. Военно-исторические очерки. — Одесса: Друк, 1998. — Т. II. — С. 254.

Отдельные издания:
- Якупов Н. М. Историческая драма страны: избранные произведения. — Одесса: Одесская городская типография, 2008. — 655 с. — ISBN 978-966-2106-21-3.

## Архивные документы
- Послужной список Н. М. Якупова. Дата обращения: 10 января 2022. Архивировано 10 января 2022 года.
- Якупов Н. М. Автобиография. — 1949. — 2 с.
- Служебная характеристика на курсанта 3-й учебной роты 41-го учебного танкового батальона Н. М. Якупова. — 1949. — 1 с.
- Партийная характеристика на курсанта 6-й учебной роты Львовского ВПУ, члена ВКП(б) Н. М. Якупова. — 1951. — 2 с.
- Аттестация за период с ноября 1951 года по ноябрь 1952 года заместителя командира роты по политической части 105-го гвардейского механизированного полка лейтенанта Н. М. Якупова. — 1952. — 2 с.
- Аттестация заместителя командира батальона по политической части 71-го танкового полка старшего лейтенанта Н. М. Якупова. — 1956. — 2 с.
- Характеристика на заместителя командира батальона по политической части 71-го танкового полка старшего лейтенанта Н. М. Якупова. — 1957. — 2 с.
- Свидетельство о болезни Н. М. Якупова № 339 от 12.07.1957. — 1957. — 2 с.
- Выписка из приказа Главнокомандующего Сухопутными войсками (по личному составу) от 06.08.1957 № 02909. — 1957. — 1 с.
- Характеристика на доцента кафедры истории КПСС Одесского государственного университета Н. М. Якупова. — 1967. — 2 с.
- Характеристика научно-педагогической и общественной деятельности Н. М. Якупова. — 1973. — 2 с.